# 국도 제45호선 (일본)

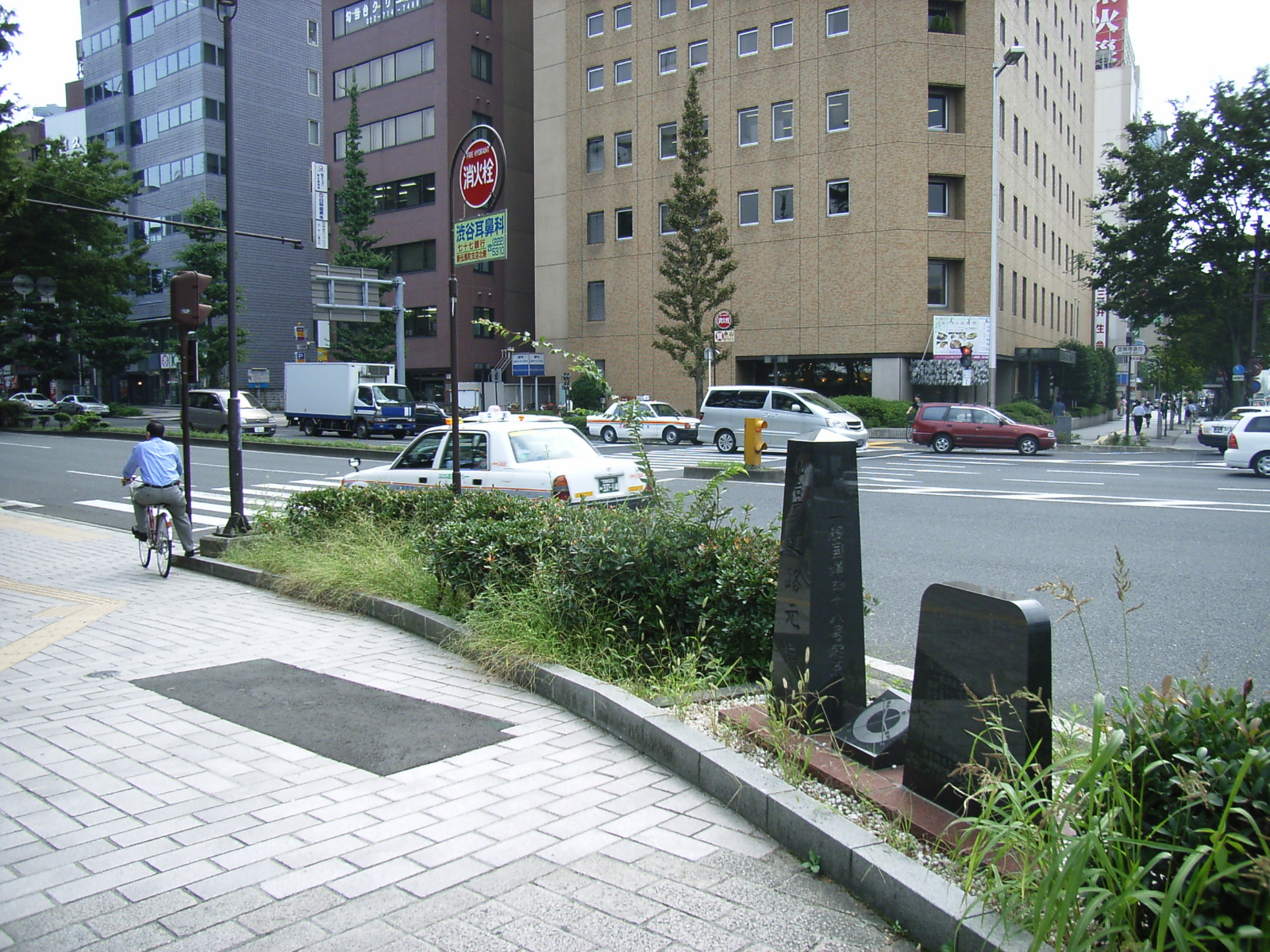
45번 국도의 시점이며, 센다이시의 도로 원점 표지이다. 2005년 9월 미야기현 센다이시에서 촬영됨.

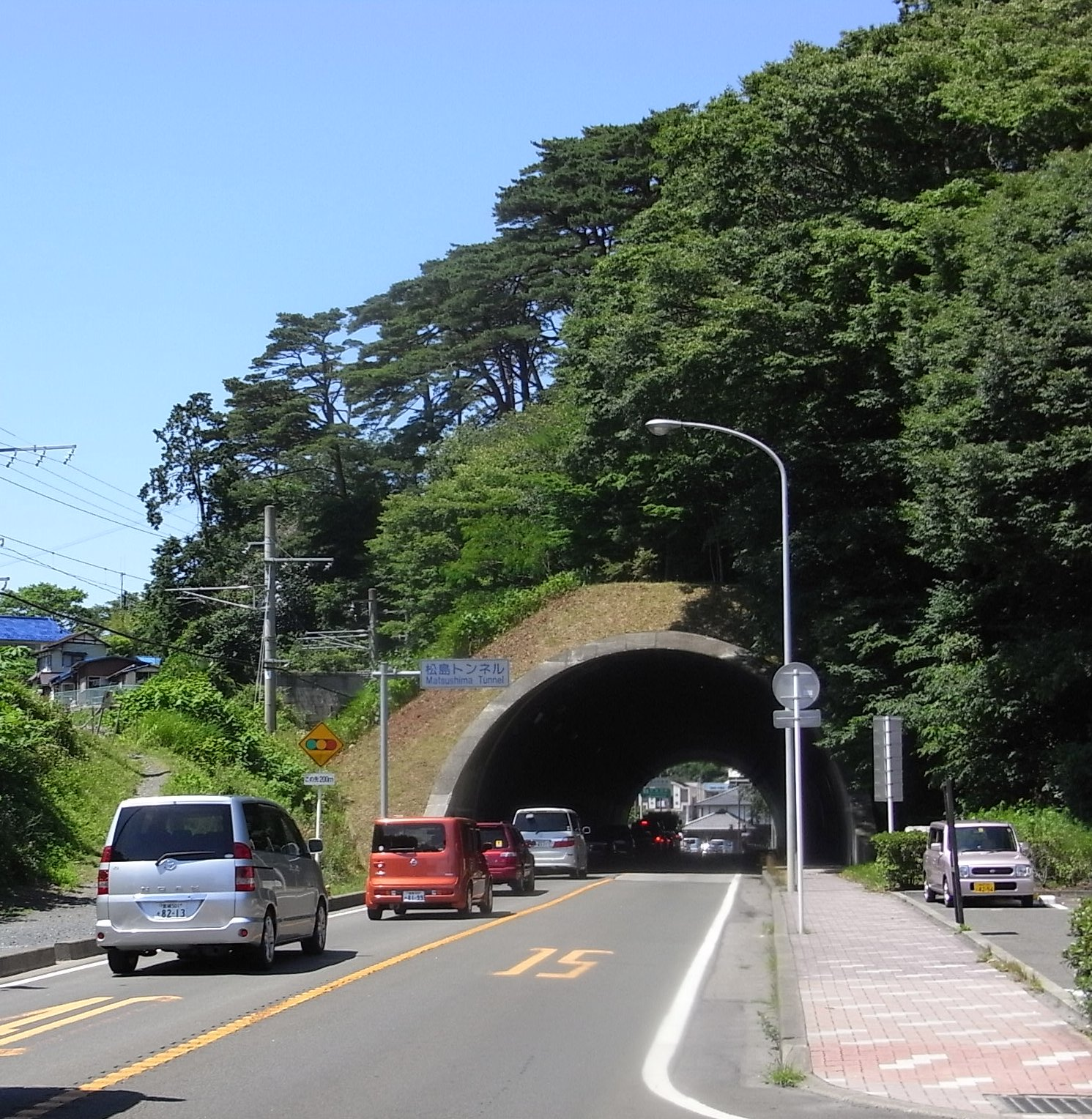
마쓰시마 터널 입구이지만, 2008년 8월 촬영.

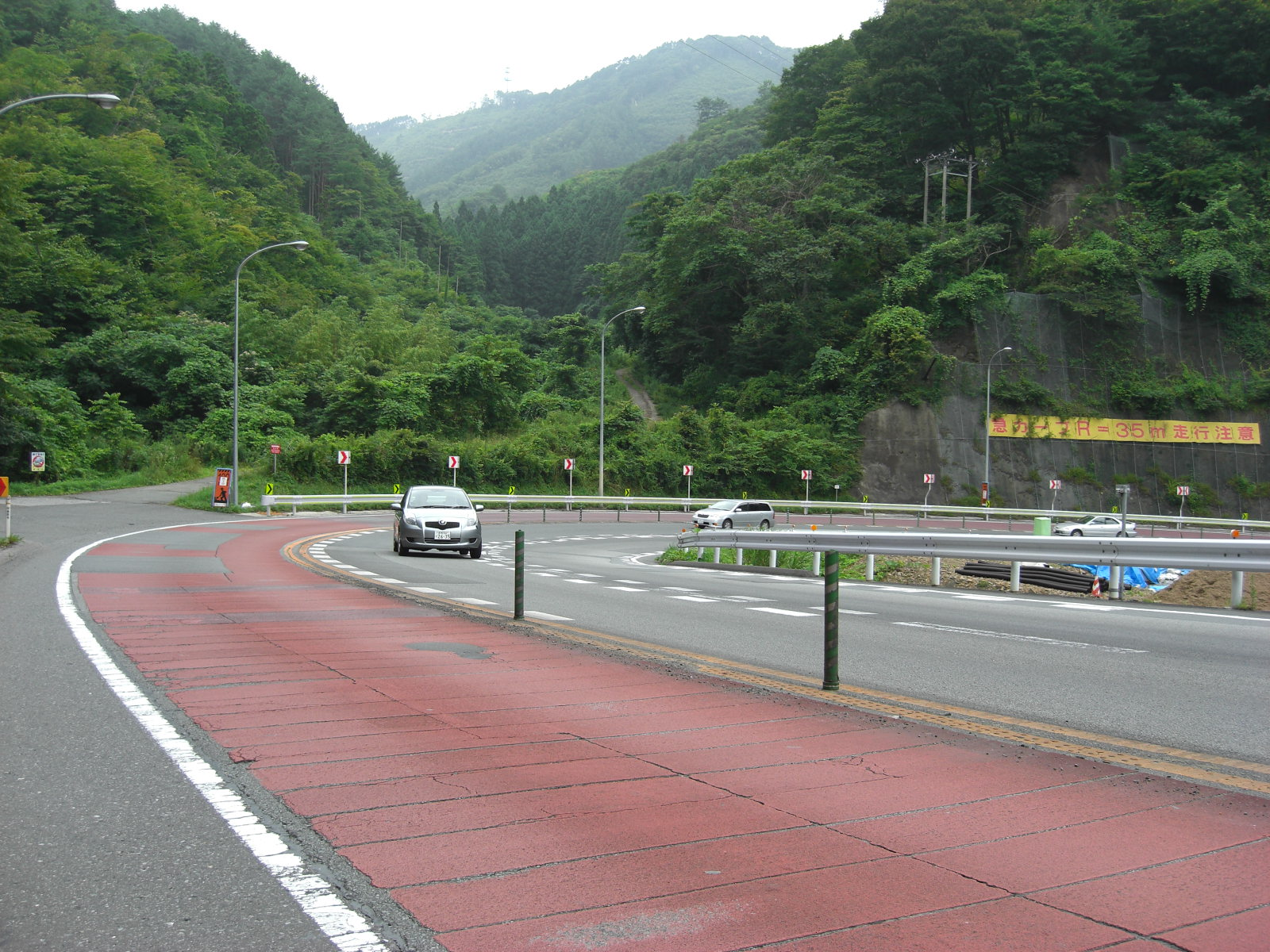
미야기현 게센누마시의 한 터널을 지나가게 되는 형태를 띈 구불구불한 길.

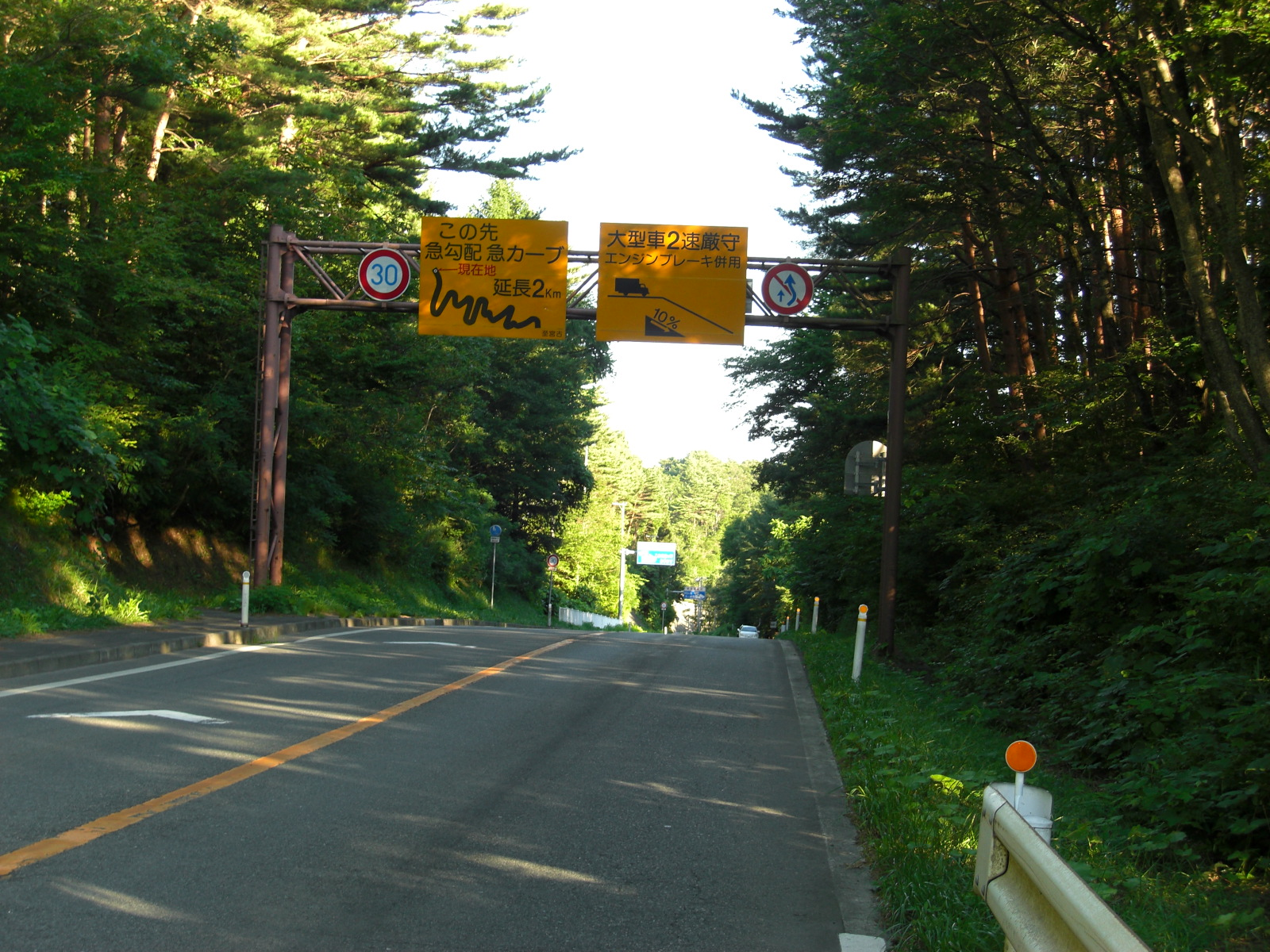
본선 최대의 난민처가 되는 이정표. 이 이정표는 센다이시 방면으로 향하게 되는 곳이다.

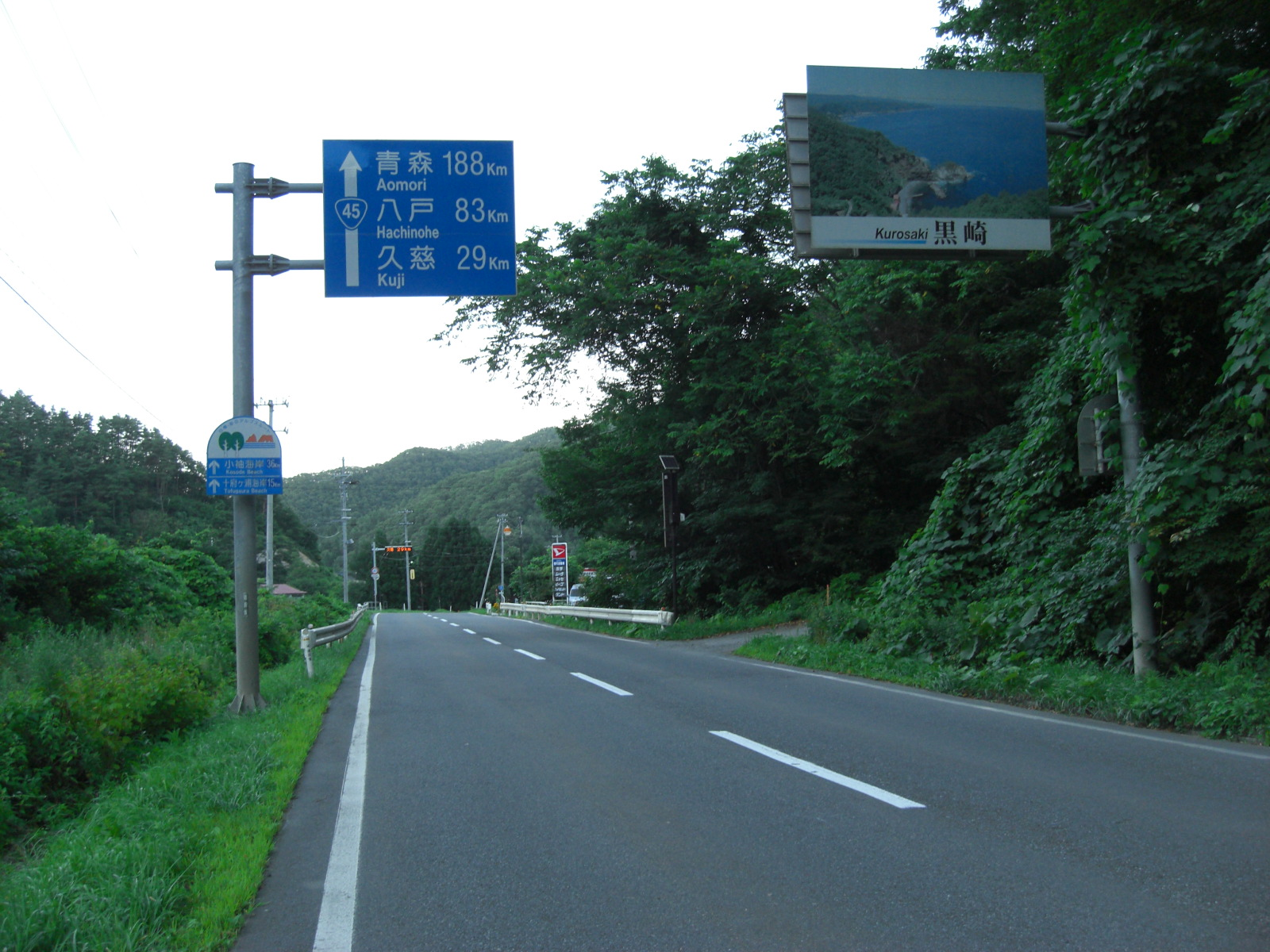
이와테현 시모헤이군 후다이촌의 마을 근처.

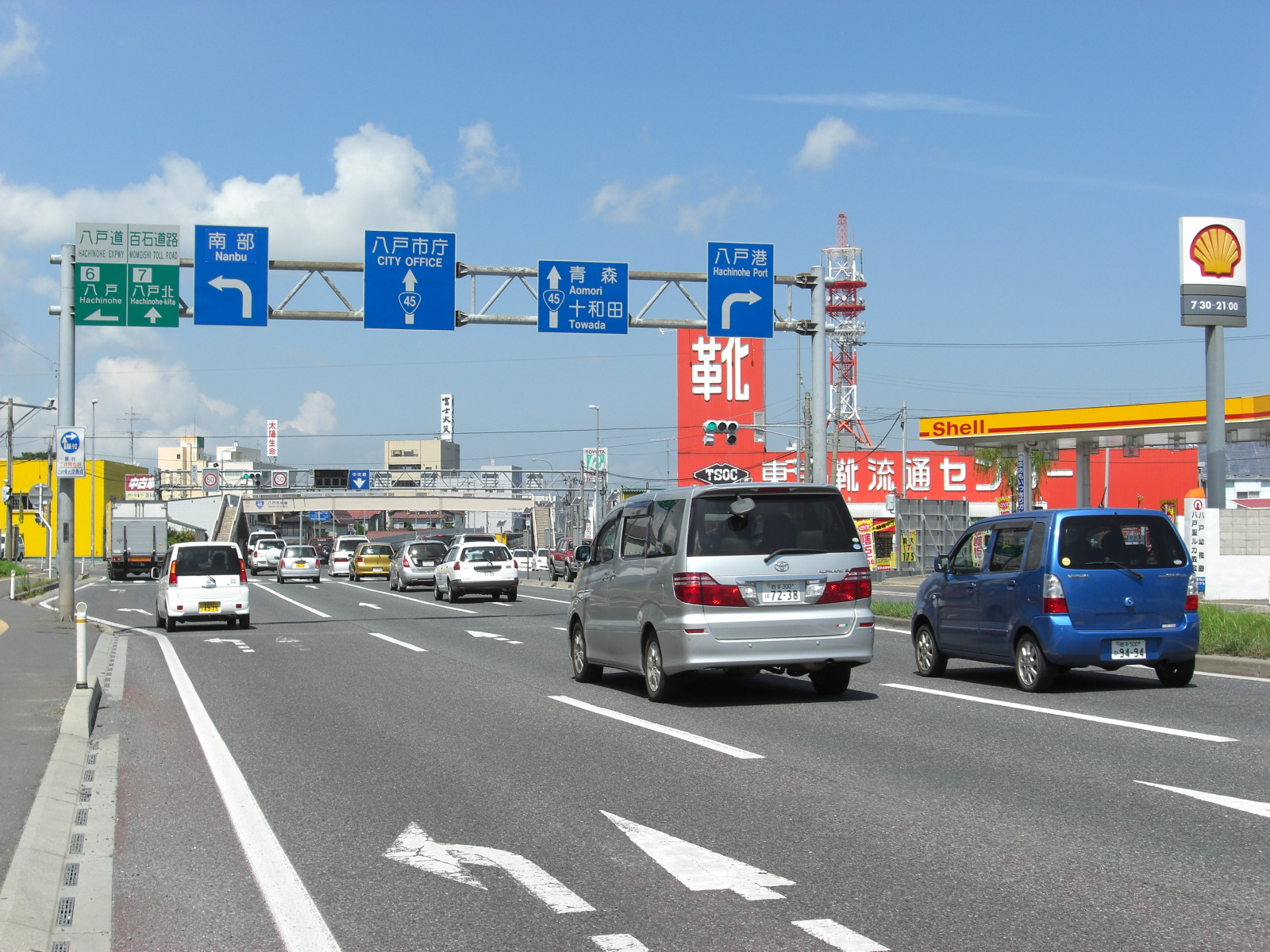
아오모리현 하치노헤시로 향하는 길목.

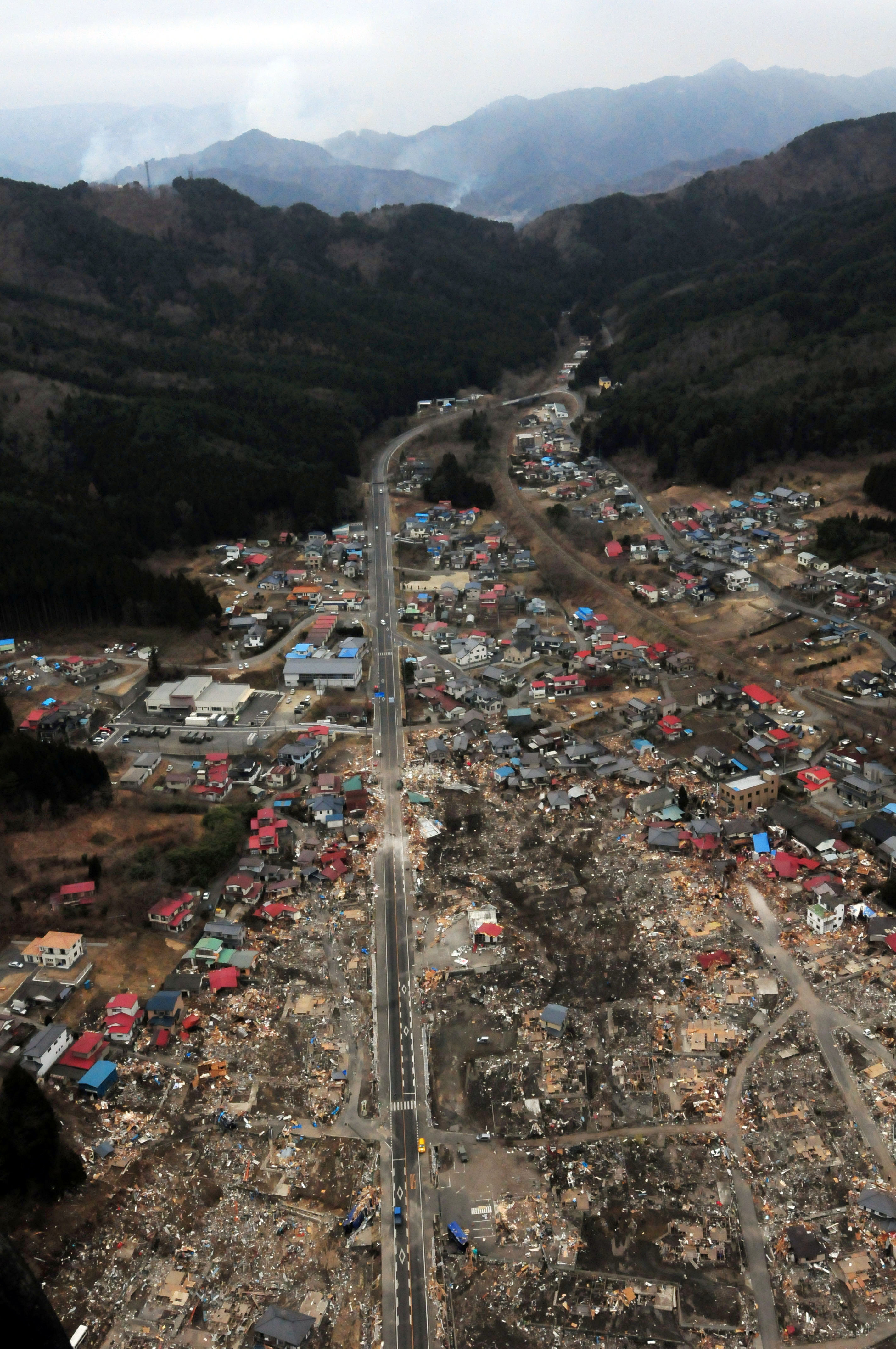
도호쿠 대지진 당시 처참하게 피해를 준 마을 주변을 관통하고 있는 45번 국도의 모습. 이 도로를 봐도 거의 흉악할 정도로 보이게 되므로 대한민국의 고성 산불 못지 않은 분위기를 연상할 정도로 느끼고 있다. 공중 사진으로 촬영된 시기는 2011년 3월 15일이다.

국도 제45호선(国道45号)은 미야기현 센다이시 아오바구와 아오모리현 아오모리시를 서로 왕래하는 국도 노선이다. 총 연장은 662.7km로, 일본에서 실제 연장 노선 중 4, 1, 9호선 다음으로 4번째로 가장 긴 편이기도 하는 국도 노선이다. 이 도로의 실제 연장은 586.9km, 현도도 역시 455.4km이다. 그러나 이 도로는 도호쿠 지방 태평양 해역 지진 당시 피해를 입은 이력이 있는 노선이기도 하나, 그 밖에도 과거에 존속하였던 국도 제111호선의 구간이 45번 국도의 구간으로 편입시켰던 이력이 있다.

## 주요 경유지
- 미야기현 : 이시노마키시, 게센누마시
- 이와테현 : 오후나토시, 가마이시시, 미야코시, 구지시
- 아오모리현 : 하치노헤시, 도와다시

## 교차 가능한 도로

### 미야기현
- 국도 제48호선
- 국도 제286호선
- 국도 제4호선 (센다이 우회도로로 지정된 상태)
- 국도 제6호선
- 국도 제47호선
- 국도 제346호선
- 국도 제398호선
- 국도 제342호선
- 국도 제456호선
- 국도 제284호선
- 국도 제108호선

### 이와테현
- 국도 제340호선
- 국도 제107호선
- 국도 제283호선
- 국도 제106호선
- 국도 제455호선
- 국도 제281호선
- 국도 제395호선

### 아오모리현
- 국도 제340호선
- 국도 제104호선
- 국도 제338호선
- 국도 제102호선
- 국도 제4호선
- 국도 제394호선
- 국도 제279호선
- 국도 제7호선
- 국도 제103호선